# لورن دراموند
لورن دراموند (انگلیسی: Lauren Drummond؛ زادهٔ ۲۳ دسامبر ۱۹۸۷) بازیگر اهل بریتانیا است. وی از سال ۲۰۰۱ میلادی تاکنون مشغول فعالیت بوده است.